# 納代日迪夫卡 (洛佐瓦區)
49°5′34″N 36°34′18″E / 49.09278°N 36.57167°E
納代日迪夫卡（烏克蘭語：Надеждівка）是位於烏克蘭東部的村莊，由哈爾科夫州洛佐瓦區的洛佐瓦市鎮負責管轄。該村處於布里泰河畔，始建於1900年，面積0.82平方公里，海拔高度102米，2001年人口537。